# Jucla
Cono y campo volcánico francés, situado en la comuna de Sauclières, en el departamento de Mediodía-Pirineos. Sus coordenadas son 43.984247° 3.344556°

## Aspecto
Es un complejo volcánico formado por domos y conos aislados. Jucla o Sauclières es redondeado y de cono perfecto. 

## Vulcanismo
Geológicamente, está compuesta de basalto

## Alrededores
El pueblo más cercano, es la capital de la comuna, Sauclières; y el volcán más cercano, es el Sant Guiral, una caldera volcánica situado en la comuna de Aumessas, famoso volcán en que se dice que hubo varias ermitas en una peña de granito. Dicho volcán está en el departamento de Languedoc-Rosellón. 